# Chris Messina
Christopher Messina (sinh ngày 11/8/1974) là nam diễn viên, đạo diễn người Mỹ. Anh từng tham gia vai phụ trong các phim như Vicky Cristina Barcelona, Argo, Julie & Julia, Ruby Sparks, Celeste and Jesse Forever hay You've Got Mail. Ở lĩnh vực truyền hình, anh từng vào vai Danny Castellano trong The Mindy Project, vai diễn mang về cho anh 2 đề cử giải Critics' Choice Television, hạng mục Nam chính xuất sắc nhất trong phim hài.

## Thời thơ ấu
Messina sinh ra ở Northport, New York. Anh học diễn kịch từ thời trung học, sau khi tốt nghiệp, anh theo học Đại học Marymount Manhattan nhưng bỏ học sau một học kỳ. Sau đó, anh đi học các lớp diễn xuất tư ở vùng Manhattan và trở thành một diễn viên sân khấu off-Broadway.

## Đời tư
Messina kết hôn với nữ diễn viên Rosemarie DeWitt từ năm 1995 - 2006.
Anh có hai con trai với nhà sản xuất phim Jennifer Todd là Milo và Giovanni (sinh năm 2008 và 2009).